# Заєзьоже (гміна Кікул)
Заєзьоже (пол. Zajeziorze) — село в Польщі, у гміні Кікул Ліпновського повіту Куявсько-Поморського воєводства.
Населення — 230 осіб (2011).
У 1975-1998 роках село належало до Влоцлавського воєводства.

## Демографія
Демографічна структура станом на 31 березня 2011 року:
|          | Загалом | Допрацездатний вік | Працездатний вік | Постпрацездатний вік |
| -------- | ------- | ------------------ | ---------------- | -------------------- |
| Чоловіки | 117     | 25                 | 84               | 8                    |
| Жінки    | 113     | 29                 | 65               | 19                   |
| Разом    | 230     | 54                 | 149              | 27                   |